# Lista de empresas varejistas extintas do Brasil
Esta é uma lista de empresas varejistas extintas do Brasil por ano do fechamento e motivo, com apenas as causas internas, sem a análise do cenário macroeconômico da época.
Empresas que voltaram a operar com a mesma marca não estão incluídas na lista (incluindo Mesbla e Mappin).

## Lista
| Ano do fechamento | Nome                   | Fundação | Motivo                                                                        | Refs          |
| ----------------- | ---------------------- | -------- | ----------------------------------------------------------------------------- | ------------- |
| 2019              | Grupo Carvalho         | 1986     | Desmembrado em dois grupos: Grupo R Carvalho e o Grupo Vanguarda              | [ 1 ]         |
| 2018              | Casa Cruz              | 1893     | Crise financeira                                                              | [ 2 ]         |
| 2017              | Manlec                 | 1953     | Crise financeira                                                              | [ 3 ]         |
| 2016              | Eletro Shopping        | 1994     | Dar lugar a marca Ricardo Eletro                                              | [ 4 ]         |
| 2016              | City Lar               | 1979     | Dar lugar a marca Ricardo Eletro                                              | [ 4 ]         |
| 2016              | Lojas Insinuante       | 1959     | Dar lugar a marca Ricardo Eletro                                              | [ 4 ]         |
| 2016              | Lojas Salfer           | 1958     | Dar lugar a marca Ricardo Eletro                                              | [ 4 ]         |
| 2012              | Lojas Maia             | 1959     | Comprada pelo Magazine Luiza                                                  | [ 5 ]         |
| 2011              | Sendas                 | 1924     | Foi substituída pela marca Extra                                              | [ 6 ]         |
| 2011              | Lojas do Baú Crediário | 2007     | Comprada pelo Magazine Luiza                                                  | [ 7 ]         |
| 2009              | Dudony                 | 1988     | Comprada pelo Baú da Felicidade                                               | [ 8 ]         |
| 2008              | Ao Veado d'Ouro        | 1858     | Crise financeira e Caso Androcur                                              | [ 10 ]        |
| 2004              | Grupo Imagem           | 1991     | -                                                                             | [ 11 ]        |
| 2002              | Lojas Arapuã           | 1957     | Crise financeira                                                              | [ 12 ]        |
| 2000              | Lojas Disapel          | 1964     | -                                                                             | [ 13 ]        |
| 2000              | Ultralar               | 1956     | Crise financeira e priorização de outros negócios do grupo                    | [ 14 ]        |
| 1999              | Lojas Brasileiras      | 1944     | Crise financeira e priorização do dono da marca Marisa                        | [ 15 ]        |
| 1999              | Casas da Banha         | 1955     | Crise financeira                                                              | [ 16 ]        |
| 1997              | DB Brinquedos          | 1989     | Crise financeira                                                              | [ 17 ]        |
| 1997              | Lojas Hermes Macedo    | 1932     | Crise financeira e brigas familiares                                          | [ 18 ]        |
| 1998              | Lojas Muricy           | 1976     | -                                                                             |               |
| 1991              | Sears Brasil           | 1949     | Conversão das lojas em Mappin                                                 |               |
| 1986              | Ducal                  | 1950     | -                                                                             |               |
| 1980              | Peg-Pag                | 1954     | Comprado pelo Pão de Açúcar                                                   | [ 19 ]        |
| 1972              | Lojas Pirani           | 1952     | O incêndio do Edifício Andraus e o pagamento de indenizações para as vitimas. | [ 20 ] [ 21 ] |
| 1965              | Sirva-se               | 1953     | Comprado pelo Pão de Açúcar                                                   | [ 22 ] [ 23 ] |